# Jurgis Karnavičius junior
Jurgis Karnavičius (* 30. April 1957 in Vilnius) ist ein litauischer Pianist und Musikpädagoge, Professor an der Litauischen Musik- und Theaterakademie.

## Leben
1980 absolvierte er das Studium bei seinem Vater Jurgis Karnavičius an der Lietuvos konservatorija und 1983 die Assistentur am Konservatorium Moskau bei Lew Nikolajewitsch Naumow. Ab 1981 lehrte er bei Lietuvos konservatorija, ab 1992 bei Lietuvos muzikos akademija und ab 2004 bei Lietuvos muzikos ir teatro akademija. 1992 wurde er Dozent. Karnavičius leitet den Klavierlehrstuhl und lehrt als Professor an der Musikfakultät der Litauischen Musik- und Theaterakademie. Er wurde mit verschiedenen Preisen ausgezeichnet.

## Familie
Sein Vater war Pianist Jurgis Karnavičius (1912–2001). 
Jurgis Karnavičius ist verheiratet mit Sigutė Stonytė (* 1955), Sopranistin und Professorin.